# Lasioglossum albitarsatum
Lasioglossum albitarsatum är en biart som först beskrevs av William Harris Ashmead 1896.  Lasioglossum albitarsatum ingår i släktet smalbin, och familjen vägbin. Inga underarter finns listade i Catalogue of Life.